# Roma Tre Orchestra

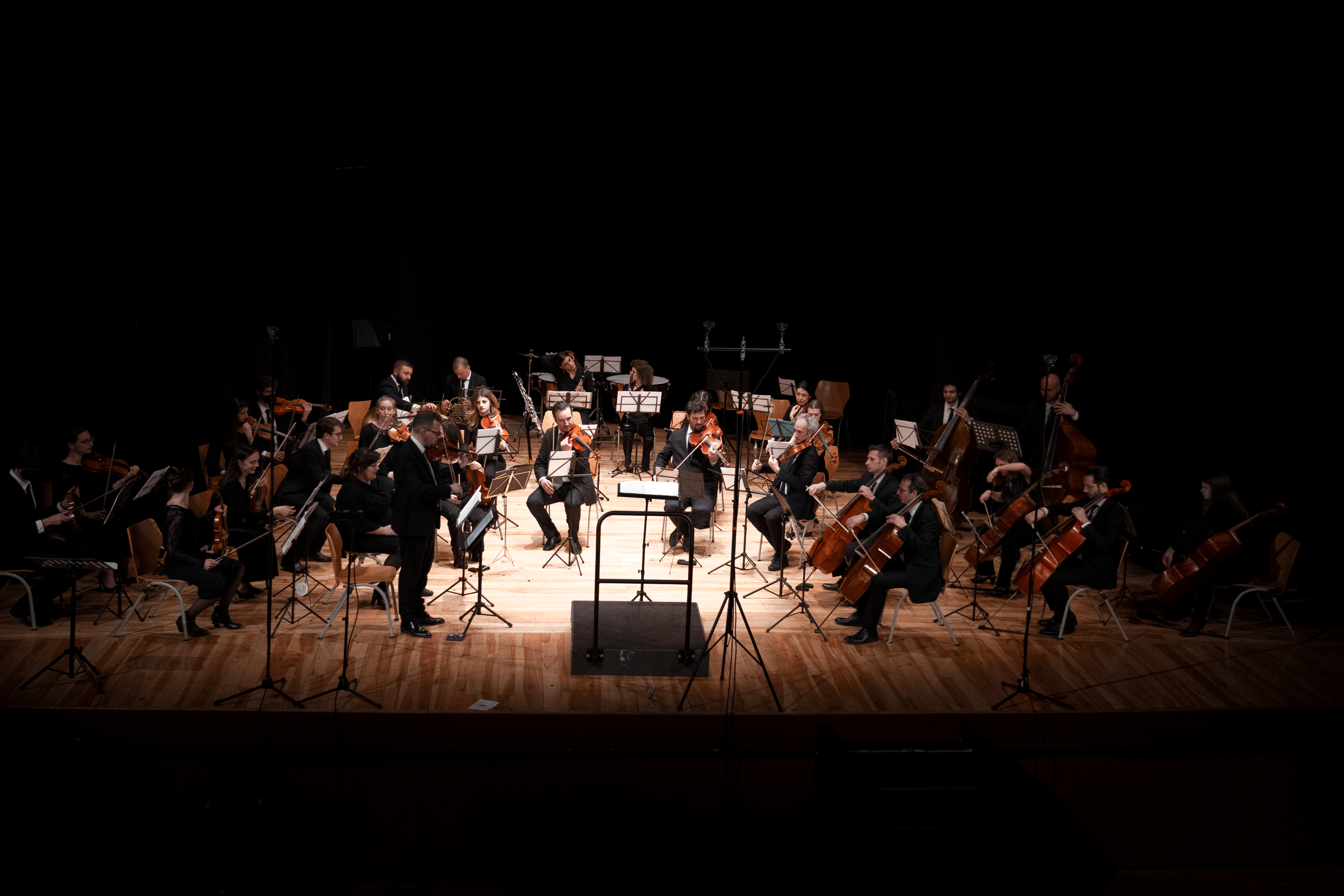
Roma Tre Orchestra al Teatro Palladium

La Roma Tre Orchestra (R3O) è un'associazione concertistica italiana, prima a promuovere un'orchestra all'interno di un'università di Roma e del Lazio, specializzata nel repertorio classico e contemporaneo, a oggi unica istituzione musicale riconosciuta all'interno del Fondo Nazionale per lo Spettacolo dal Vivo che produce in proprio concerti con organico orchestrale all'interno di una università italiana.

## Storia
Nasce da un'iniziativa culturale studentesca nel 2002 su iniziativa di Valerio Vicari, allora studente della facoltà di lettere e filosofia dell'Università Roma Tre, e di Roberto Pujia, docente presso il medesimo ateneo, per costituirsi poi come associazione culturale nel 2005.
L’Associazione organizza concerti di musica da camera e sinfonici presso le sedi di Ateneo, il Teatro Palladium e in importanti altri luoghi della cultura cittadina tra i quali Teatro Torlonia, Accademia di Danimarca, i Musei Civici di Roma (Museo Napoleonico, Bilotti e altri), il Castello di Santa Severa, la Scuola Casa dei bimbi alla Garbatella.
Negli anni ha collaborato con solisti di livello internazionale come Maurizio Baglini (al quale, dalla stagione 2018-2019 viene dedicato un progetto a sé), Roberto Prosseda, Enrico Bronzi, Carlo Guaitoli, Gianluca Cascioli, Alessandra Ammara, Emanuele Arciuli, Ilia Kim, Roman Rabinovich, Scipione Sangiovanni, Silvia Chiesa, Pavel Berman, Haik Kazazyan, Shirley Brill, Massimo Mercelli, Jacopo Taddei, l’attore Claudio Amendola, il coreografo Bill T. Jones, lo scrittore Alessandro Baricco (musiche per lo spettacolo su Moby Dick, 2008), le cantanti liriche Daniela Mazzucato e Veronika Dzhioeva, la cantante popolare Etta Scollo.
Per il compositore Premio Oscar Dario Marianelli ha registrato le musiche per il film “Nome Di Donna” di Marco Tullio Giordana e “Pinocchio” di Matteo Garrone)
Roma Tre Orchestra ha collaborato con direttori quali Jan Latham Koenig, Gunter Neuhold, Yoram David, Bruno Weinmeister, Donato Renzetti, Will Humburg, Cord Garben, Sir David Willcocks, Mikhail Kirchhoff, Alexander Sladkovsky, Sergey Smbatyan, Luciano Acocella, Francesco Lanzillotta, Marcello Bufalini, Gabriele Bonolis, Tonino Battista, Fabio Sperandio, Fabio Maestri e molti altri ancora. Dal 2013 al 2017 direttore musicale dell’orchestra è stato Luigi Piovano, primo violoncello dell’Orchestra dell’Accademia Nazionale di Santa Cecilia, prima di lui, dal 2006 al 2011, Pietro Mianiti.
Dall'annualità 2021 è stata costituita la carica di "direttore in residenza", pensata con carattere annuale per coinvolgere un giovane direttore d'orchestra in maniera stabile nelle produzioni di Roma Tre Orchestra. Dal primo momento e per gli anni successivi la scelta è caduta su Sieva Borzak.
Roma Tre Orchestra ha inoltre collaborato con importanti Istituzioni pubbliche quali Roma Capitale, Associazione Teatro di Roma, Ambasciata degli Stati Uniti presso il Quirinale e presso la Santa Sede, Caspur,  Accademia di Danimarca, Zètema, Laziodisu, Laziocrea, CIDIM, Reale Ambasciata di Norvegia, Ambasciata del Regno del Belgio, Ambasciata dei Paesi Bassi, Ambasciata di Svizzera, Ambasciata di Spagna, Istituto Polacco di Cultura, Conservatorio di Santa Cecilia, Conservatorio di Latina, Biblioteche di Roma, Casa di Goethe, Municipio Roma VIII, Città di Vibo Valentia.
Negli anni è stata ospite e ha realizzato collaborazioni con alcuni tra i più importanti enti artistici italiani quali Romaeuropa Festival, Concerti del Quirinale, Teatro "Verdi" di Pordenone, Teatro Pubblico Pugliese, Reate Festival, Amiata Piano Festival, Teatro Comunale di Carpi, Comune di Rieti, Amici della musica di Foligno, Campus Internazionale di Latina, Amici della musica “F. Fenaroli”, Società Primo Riccitelli di Teramo, Società aquilana dei concerti “B. Barattelli”, Nuova Consonanza, Accademia Filarmonica Romana, Festival Armonie della Sera, Emilia-Romagna Festival, Coop Art, Brianza Classica, Festival "Le Altre Note", Associazione Giovanni Padovano, Perosi 60: Tortona città della musica, Amici della Musica di Campobasso, Harmonia Novissima, Società del Teatro e della Musica "Luigi Barbara" di Pescara, Camerata Musicale Barese, Camerata Musicale Salentina, Accademia Filarmonica di Messina, AMA Calabria, Amici della Musica Guido Michelli di Ancona, Società del Quartetto di Vercelli, GOG Giovine Orchestra Genovese. Ha anche svolto attività all’estero in collaborazione con l’Istituto italiano di cultura di San Paolo del Brasile e con la società NetCologne in Germania. Dal 2019 al 2022 ha accompagnato la finale del Premio Chopin, importante competizione pianistica su Roma, federata con il concorso di Varsavia.
Dal 2022 è in essere una collaborazione con INPS tramite il protocollo "IN musica Per il Sociale" che ha portato alla realizzazione di decine di eventi in partenariato in diversi sedi dell'Istituto in Italia (Palazzo Wedekind e Convitto Vittorio Locchi a Roma, Palazzo D'Aquino Caramanico a Napoli, Conservatorio Tartini di Trieste, Conservatorio di Matera).
Roma Tre Orchestra è stata ammessa dal Ministero dei Beni Culturali ai benefici per lo spettacolo dal vivo per l’annualità 2014 e di nuovo dal 2021; è sovvenzionata dal Fondo Unico dello Spettacolo della Regione Lazio ed è socio delle principali associazioni nazionali di categoria operanti nell’ambito della musica e dello spettacolo dal vivo, quali Cidim, Aiam,  Mosaico Musica–Rete Associativa Italiana (di cui il direttore artistico di Roma Tre Orchestra è anche presidente).

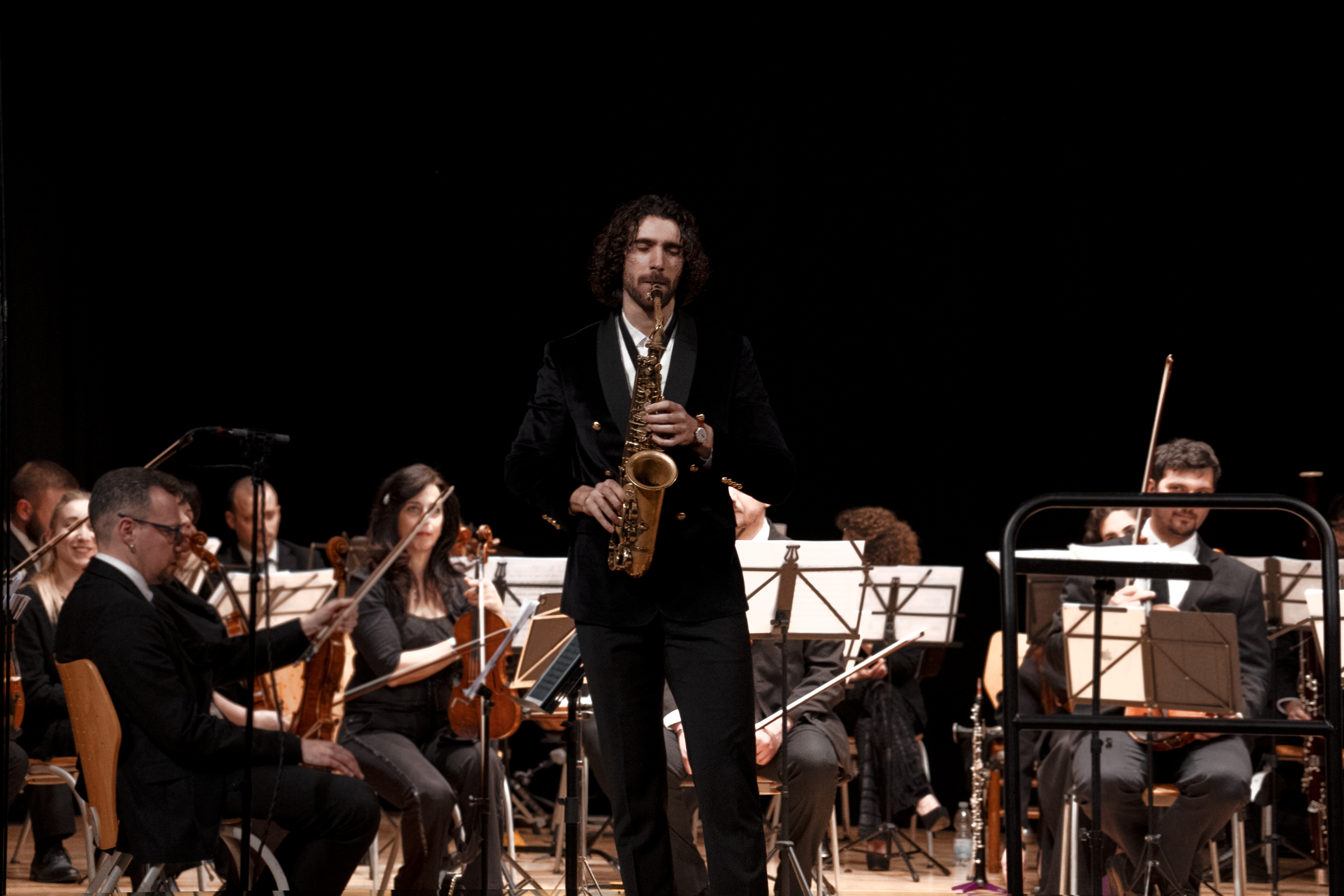
Jacopo Taddei suona con Roma Tre Orchestra al Teatro Palladium di Roma

A partire dall’a.a. 2010/2011, realizza un Laboratorio di linguaggio musicale dedicato principalmente agli studenti iscritti ai corsi di laurea in Scienze della comunicazione e Filosofia dell’Università Roma Tre.

### R3O e la RAI
Il 15 giugno 2008 alcuni solisti della Roma Tre Orchestra si sono esibiti al Palazzo del Quirinale nel concerto di chiusura della stagione di Radio Tre Suite.. 
Numerose, anche in tempi recenti, le ospitalità su Radio 3 Rai, dirette di concerti e presenze in particolare del direttore artistico Valerio Vicari.

### L'impegno di Roma Tre Orchestra per i giovani pianisti
Dal 2017 Roma Tre Orchestra svolge un intenso impegno a favore dei giovani pianisti grazie alla rassegna "Young Artists Piano Solo Series", nata allo scopo di coinvolgere i migliori artisti provenienti da ogni parte del Paese. In questi anni sono stati decine i giovani coinvolti, tra loro vincitori di concorsi nazionali e internazionali, in molti casi al debutto assoluto nella Capitale. Ogni anno, tra i partecipanti, i soci di Roma Tre Orchestra scelgono il proprio pianista preferito, che viene proclamato "Young Artists" per l'annualità di riferimento e da quel momento in poi coinvolto in diversi progetti, anche sinfonici.
L'elenco dei vincitori fino ad oggi
2018 - 2019: Jacopo Feresin
2019 - 2020: Anna Rigoni
2020 - 2021: Ruben Micieli
2021 - 2022: Michelle Candotti
2022 - 2023 Emanuele Stracchi
2023 - 2024: Davide Ranaldi
2024 - 2025: Giulia Contaldo 

### Discografia
| Etichetta / Label  | Anno di pubblicazione | Titolo Album                                | Autore/i                               | numero di catalogo |
| ------------------ | --------------------- | ------------------------------------------- | -------------------------------------- | ------------------ |
| Naxos              | 2022                  | Piano Quintets Nos. 1-2 / String Trio No. 2 | L. Perosi                              | 8.574375           |
| Brilliant Classics | 2023                  | Elegy                                       | A. Glazunov, P. I. Tchaikovsky e altri | 96763              |
| Naxos              | 2023                  | Piano Quintets Nos. 3-4 / String Trios      | L. Perosi                              | 8.574484           |
| Brilliant Classics | 2025                  | French Elegy                                | C. Debussy, C. Saint - Saens e altri   | 97343              |

## Persone

### Direttivo
Oltre a Valerio Vicari e Roberto Pujia (che ne sono rispettivamente direttore artistico e presidente), compongono il direttivo della Roma Tre Orchestra il musicologo Renato Bossa e il regista Roberto Andò. Dal 2010 e fino alla sua scomparsa, è stato membro del direttivo e vicepresidente dell'ente il musicologo Piero Rattalino. Segretario artistico è il violoncellista Alessandro Guaitolini.

### Direttori stabili
- Pietro Mianiti (2005-2011) direttore musicale[12]
- Luigi Piovano (2013-2017) direttore musicale[13]
- Sieva Borzak (2021-2024) direttore in residenza[14]